# Сорочинка (Николаевская область)
Сорочинка (укр. Сорочинка) — село в Кривоозерском районе Николаевской области Украины.
Население по переписи 2001 года составляло 12 человек. Почтовый индекс — 55140. Телефонный код — 5133. Занимает площадь 0,196 км².

## Местный совет
55140, Николаевская обл., Кривоозерский р-н, с. Тридубы, ул. Ленина, 105